# بول إس. كيمب
بول إس. كيمب (بالإنجليزية: Paul S. Kemp)‏ (1969، ميشيغان في الولايات المتحدة)؛ روائي أمريكي.